# لوزدر علیا
لوزدر علیا روستایی در شهر هندودر بخش سربند شهرستان شازند استان مرکزی ایران است.

## وجه‌تسمیه
از وجه‌تسمیه روستا اطلاع موثق و قابل قبولی وجود ندارد، اما نقل قول است که استقرار روستا در دره‌ای شیب‌دار و لیز بودن معابر آن در فصول طولانی زمستان و بهار دلیل نامگذاری این روستا به نام لوزدر می‏‌باشد.

## جمعیت
بر پایه سرشماری عمومی نفوس و مسکن در سال ۱۳۹۵ جمعیت این روستا ۴۸۳ نفر (۱۶۳خانوار) بوده‌است.